# Likwidator (film 2013)
Likwidator (ang. The Last Stand) – amerykański film sensacyjny z 2013 roku w reżyserii Kim Jee-woona. Wyprodukowany przez Lionsgate.

## Opis fabuły
Z konwoju FBI zostaje odbity jeden z najbardziej niebezpiecznych bossów narkotykowych, Gabriel Cortez (Eduardo Noriega). On i jego ludzie kierują się w stronę miasteczka leżącego blisko granicy z Meksykiem. Szeryf Ray Owens (Arnold Schwarzenegger) i jego współpracownicy muszą zatrzymać zbiega.

## Obsada
- Arnold Schwarzenegger jako szeryf Ray Owens
- Forest Whitaker jako agent John Bannister
- Johnny Knoxville jako Lewis Dinkum
- Jaimie Alexander jako Sarah Torrance
- Luis Guzmán jako Mike Figuerola
- Eduardo Noriega jako Gabriel Cortez
- Rodrigo Santoro jako Frank Martinez
- Peter Stormare jako Thomas Burrell
- Zach Gilford jako Jerry Bailey
- Génesis Rodríguez jako agent Ellen Richards
- Daniel Henney jako agent Phil Hayes
- Tait Fletcher jako Eagan
- John Patrick Amedori jako agent Aaron Mitchell
- Harry Dean Stanton jako Parsons
- Titos Menchaca jako burmistrz
- Richard Dillard jako Irv
- Doug Jackson jako Harry
- Matthew Greer jako Sam